# Želatovice
Želatovice jsou obec ležící v okrese Přerov v Olomouckém kraji. Žije zde 526 obyvatel.

## Historie
První písemná zmínka o obci pochází z roku 1282.

## Obyvatelstvo
| Rok            | 1869 | 1880 | 1890 | 1900 | 1910 | 1921 | 1930 | 1950 | 1961 | 1970 | 1980 | 1991 | 2001 | 2011 | 2021 |
| -------------- | ---- | ---- | ---- | ---- | ---- | ---- | ---- | ---- | ---- | ---- | ---- | ---- | ---- | ---- | ---- |
| Počet obyvatel | 475  | 540  | 546  | 595  | 675  | 610  | 604  | 547  | 601  | 564  | 530  | 517  | 519  | 546  | 522  |
| Počet domů     | 77   | 84   | 88   | 91   | 93   | 96   | 108  | 122  | 131  | 135  | 130  | 154  | 160  | 184  | 191  |

## Obecní správa
Od 1. července 1983 do 23. listopadu 1990 k obci patřil Tučín.

### Obecní symboly
Znak a vlajka byly obci uděleny rozhodnutím předsedy Poslanecké sněmovny Parlamentu České republiky dne 17. dubna 2009.

## Pamětihodnosti
- Socha svatého Jana Nepomuckého

## Galerie

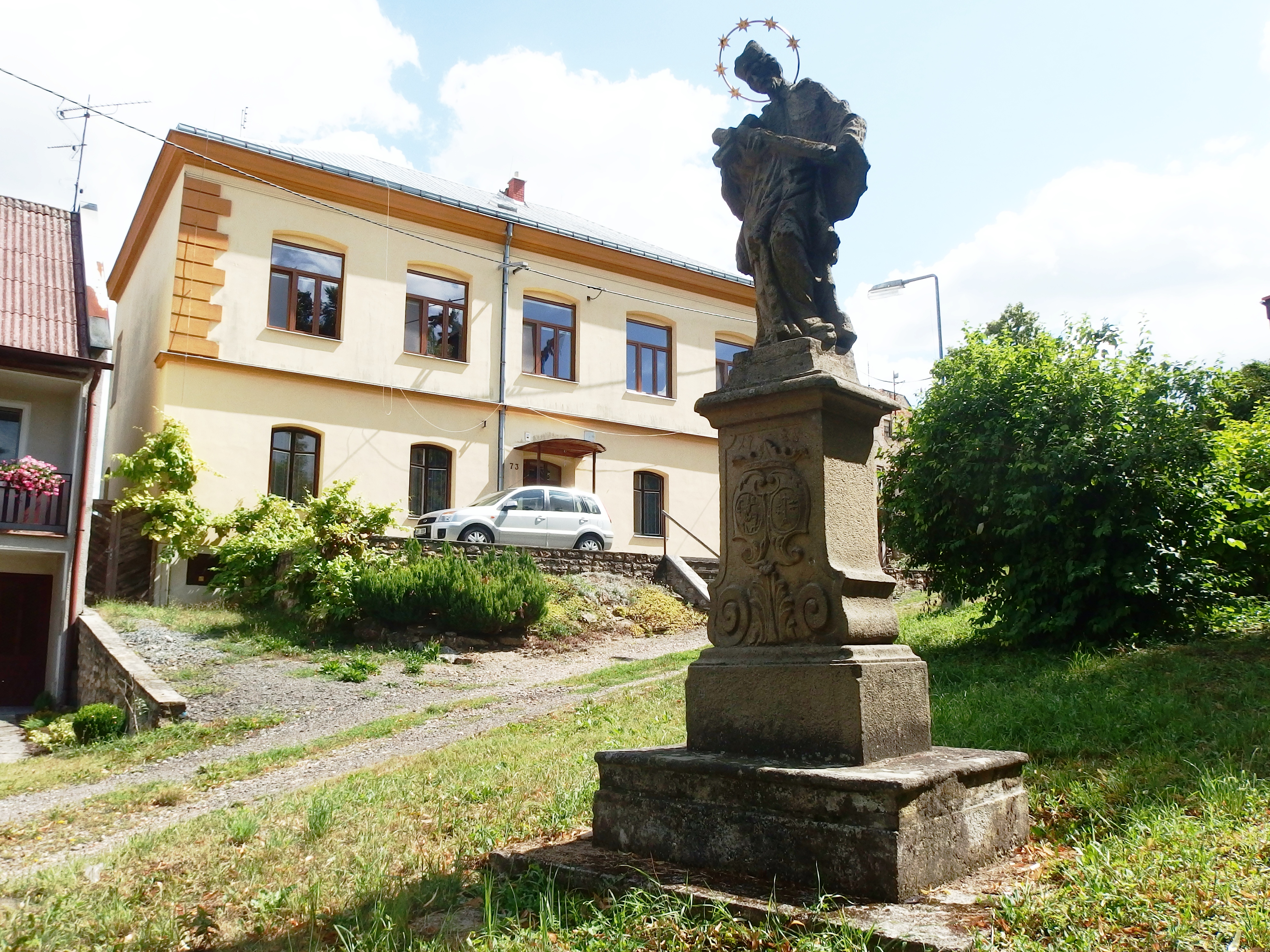
Socha sv. Jana Nepomuckého
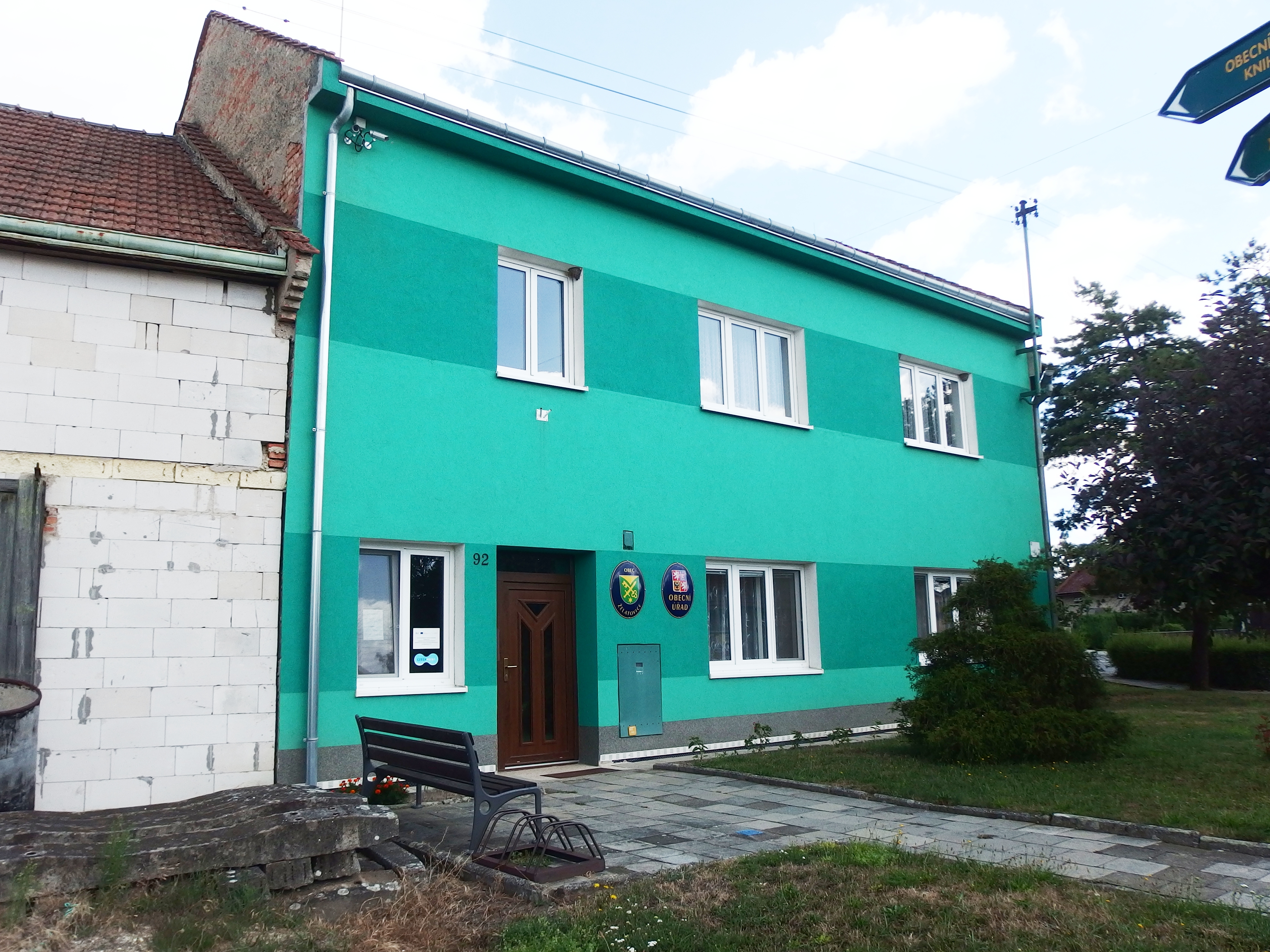
Obecní úřad
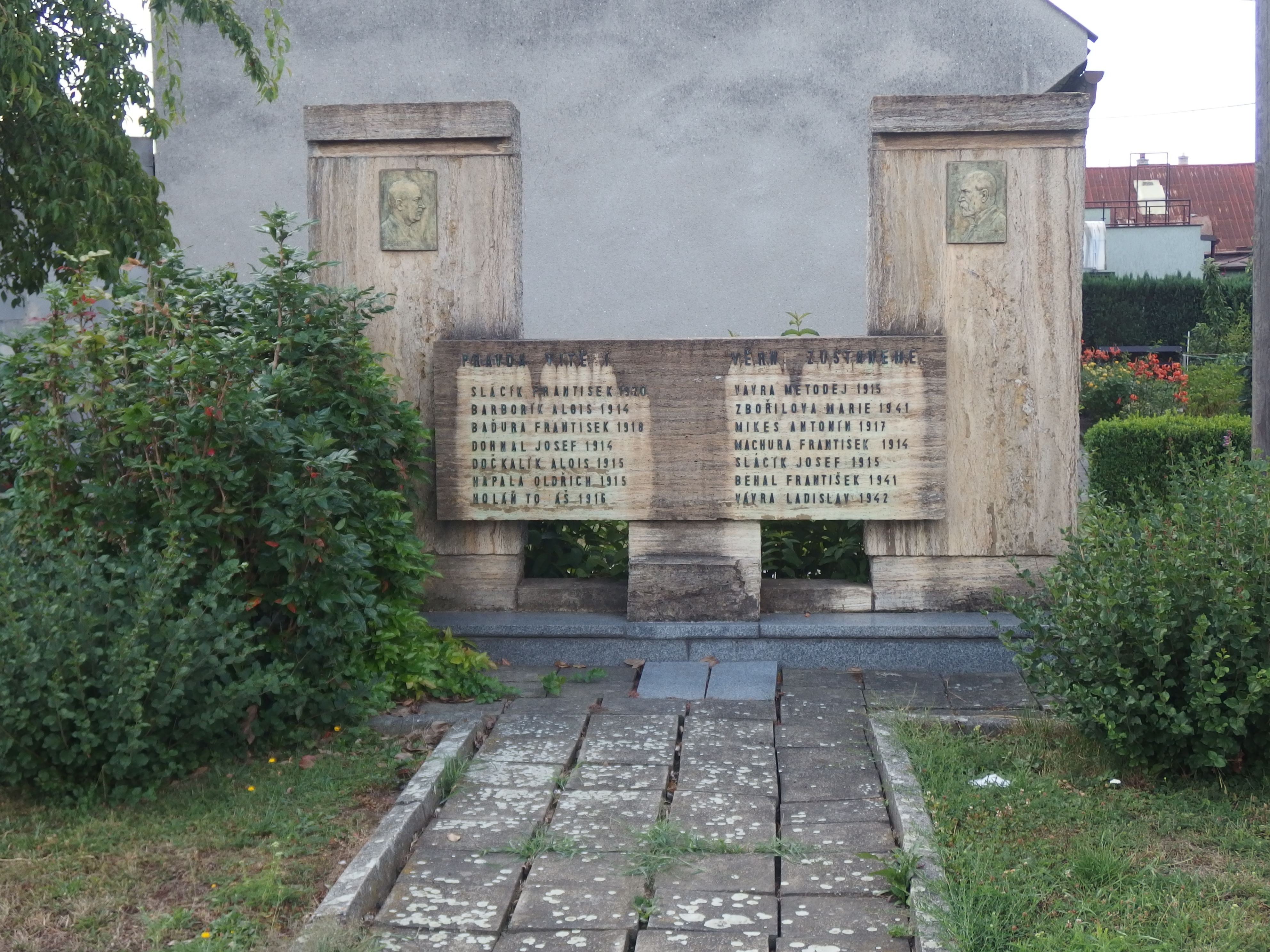
Pomník obětem světových válek
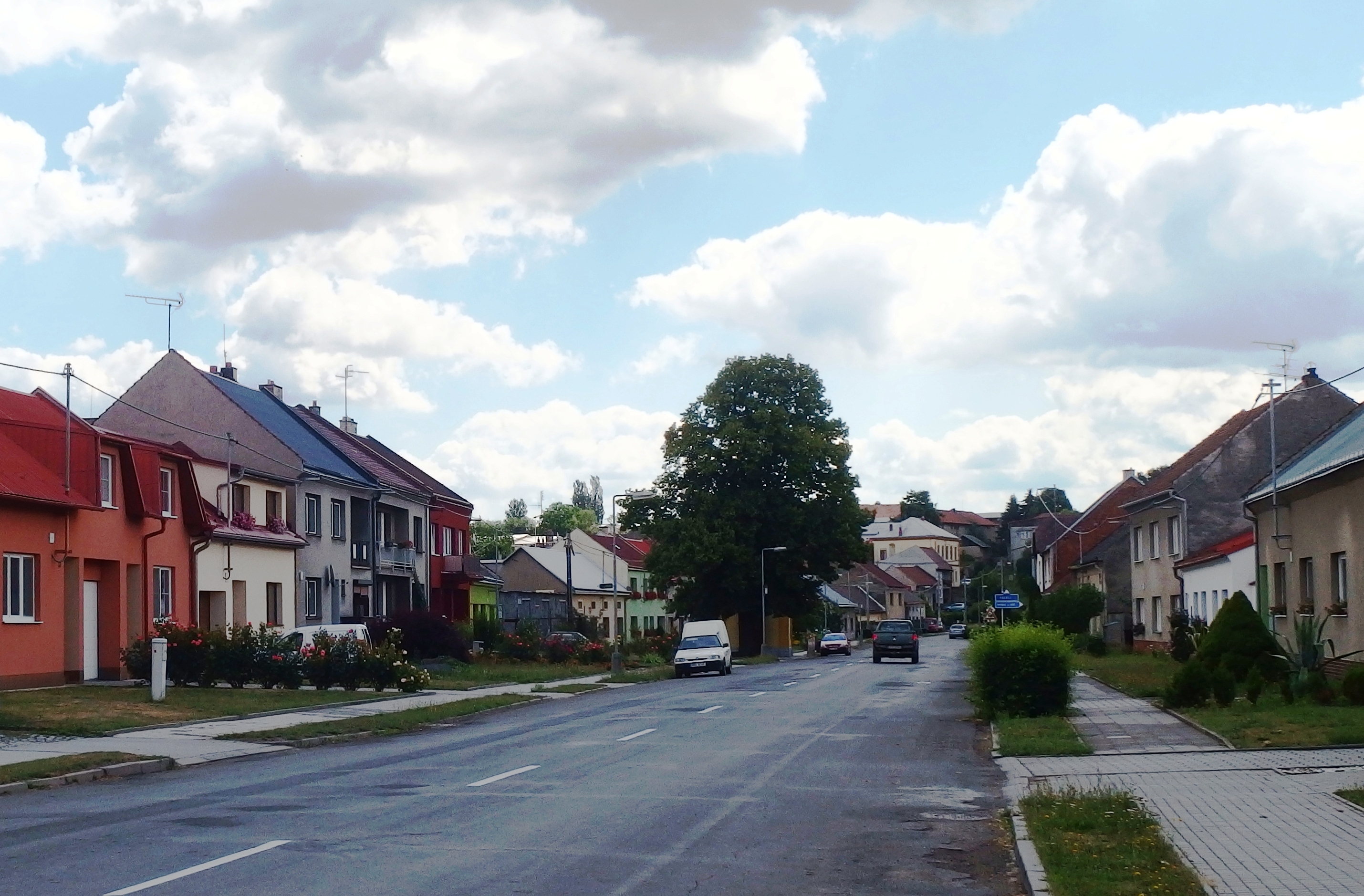
Hlavní ulice